# 김예솔
김예솔 (1985년 5월 21일)은 대한민국 전주MBC의 전 아나운서이다.

## 경력
- 학력 : 중앙대학교 사회복지학과 2004학번
- 경력 : 전 춘천문화방송 리포터, 전 전주문화방송 아나운서
- 입사 : 2009년 ~ 2019년 전주문화방송 공채 아나운서

## 출연 프로그램

### 과거
- 전주MBC - 《청춘전북, 맛이 보인다》
- 전주MBC - 《예솔이와 뮤직톡톡》
- 전주MBC - 《오늘 아침 전북》
- 전주MBC - 《뉴스데스크》
- 전주MBC - 《뉴스투데이》
- 전주MBC - 《MBC 생활뉴스》
- 전주MBC - 《생방송 뷰》